# Eudendriidae
Famille
Les Eudendriidae forment une famille d'hydrozoaires dans l'ordre des Anthoathecatae. La famille compte environ 90 espèces.

## Liste des genres
Selon ITIS (5 août 2015) :
- genre Eudendrium Ehrenberg, 1834
- genre Myrionema Pictet, 1893